# Annexite
 Mise en garde médicale
L'annexite est une inflammation des annexes de l'utérus, plus couramment appelée salpingo-ovarite.

## Terminologie
Divers termes médicaux décrivent la même affection :
- atteinte inflammatoire pelvienne (AIP)
- inflammation du pelvis
- inflammation pelvienne
- maladie inflammatoire pelvienne (MIP)
- syndrome inflammatoire pelvien
- salpingite-ovarite
- salpingo-ovarite
- annexite
- infection des annexes.

## Épidémiologie
L'infection génitale à Chlamydia trachomatis ou à Neisseria gonorrhoeae peut conduire au développement d'une salpingo-ovarite, compromettant quant à elle les fonctions reproductrices, occasionnant des grossesses ectopiques et des infertilités tubaires par exemple.
En l'absence de traitement adapté, ce sont 10 à 20 % des femmes porteuses de Chlamydia ou présentant une gonorrhée qui sont estimées à risque d'atteinte inflammatoire pelvienne (AIP),.
Après une AIP, les adhésions cicatricielles post-inflammatoires tubaires occasionnent une stérilité chez 8 % des femmes, une grossesse ectopique chez 9 % et des douleurs pelviennes chroniques chez 18 % d'entre elles.